# Liste der denkmalgeschützten Objekte in Žatec
Grundlage dieser Liste der denkmalgeschützten Objekte in Žatec ist die ÚSKP-Liste (Ústřední seznam kulturních památek České republiky, deutsch Zentrale Liste der Kulturdenkmäler der Tschechischen Republik), die von der tschechischen Denkmalschutzbehörde NPÚ (Národní památkový ústav, deutsch Nationale Denkmalbehörde) seit 1987 geführt wird und an die seit dem Jahr 1850 geschaffenen Listen anschließt.

## Denkmalgeschützte Objekte in der Stadt Žatec nach Ortsteilen
Die Innenstadt von Žatec (Saaz) wurde 1961 zum städtischen Denkmalreservat und 2003 zusätzlich zur städtischen Denkmalzone erklärt. Sie besitzt viele Architektur-Denkmale von hohem Rang.

### Žatec (Saaz)
| Lage                                                                                         | Objekt                                                                                                | Beschreibung | ÚSKP-Nr.                  | Bild                                               |
| -------------------------------------------------------------------------------------------- | --- | --- | ------------------------- | -------------------------------------------------- |
| Žatec, im Stadtzentrum (Standort)                                                            | Stadtbefestigung                                                                                      | Stadtbefestigung mit - Befestigungsmauern und Befestigungsgraben - Priestertor, Žižkova Nr. 73 - Libotschaner Tor, Branka Nr. 49 - Hussitenbastion, Nákladní Nr. 1919 | 42646/5-1535 Info Katalog | weitere Bilder                                     |
| Žatec, třída Obránců míru 8 (Standort)                                                       | Haus Třída Obránců míru 8                                                                             | Bürgerhaus | 43649/5-1544 Info Katalog | Haus Třída Obránců míru 8                          |
| Žatec, třída Obránců míru 236, Kruhové náměstí (Standort)                                    | Bank                                                                                                  | Bank | 10291/5-5551 Info Katalog | Bank                                               |
| Žatec, třída Obránců Míru, u Kruhového náměstí, im Haus Nr. 243 (Standort)                   | Brückengewölbe (Lávka – mostek)                                                                       | Brückengewölbe des ehem. Prager Tors (bis 1821) | 42834/5-1540 Info Katalog | Brückengewölbe (Lávka – mostek)                    |
| Žatec, třída Obránců míru 299, Klášterní, Pražská (Standort)                                 | Kapuzinerkloster mit Klosterkirche Mariä Krönung (Klášter kapucínů s kostelem Korunování Panny Marie) | Ehem. Kapuzinerkloster mit Klosterkirche Mariä Krönung, frühbarocker Bau (1675–1683): - Konvent Nr. 299 - Kirche der Krönung der Jungfrau Maria - Umfassungsmauer mit Tor - Klostergarten, Umfassungsmauer - Statue des hl. Johannes von Nepomuk | 43185/5-1531 Info Katalog | weitere Bilder                                     |
| Žatec, třída Obránců míru 299, Klášterní, Pražská (Standort)                                 | Nepomukstatue                                                                                         | Barocke Statue des hl. Johannes von Nepomuk (1711) vor dem ehem. Kapuzinerkloster | 43185/5-1531 Info Katalog | Nepomukstatue                                      |
| Žatec, třída Obránců míru 314 (Standort)                                                     | Třída Obránců míru Nr. 314                                                                            | Stadthaus | 43443/5-1532 Info Katalog | Třída Obránců míru Nr. 314                         |
| Žatec, třída Obránců míru 315 (Standort)                                                     | Mietshaus Třída Obránců míru 315                                                                      | Mietshaus | 10294/5-5553 Info Katalog | Mietshaus Třída Obránců míru 315                   |
| Žatec, Dvořákova 7, třída Obránců Míru (Standort)                                            | Dvořákova Nr. 7                                                                                       | Stadthaus, einschl. Hoftrakt (ehemals Nr. 21) | 43472/5-1543 Info Katalog | Dvořákova Nr. 7                                    |
| Žatec, Dvořákova 11 (Standort)                                                               | Dvořákova Nr. 11                                                                                      | Stadthaus | 42319/5-1602 Info Katalog | Dvořákova Nr. 11                                   |
| Žatec, Dvořákova 13 (Standort)                                                               | Dvořákova Nr. 13                                                                                      | Stadthaus | 42816/5-1603 Info Katalog | Dvořákova Nr. 13                                   |
| Žatec, Dvořákova 14 (Standort)                                                               | Dvořákova Nr. 14                                                                                      | Stadthaus, in den 1990er Jahren abgerissen. | 43283/5-1604 Info Katalog | Dvořákova Nr. 14                                   |
| Žatec, Dvořákova 17 (Standort)                                                               | Dvořákova Nr. 17                                                                                      | Stadthaus | 42502/5-1605 Info Katalog | Dvořákova Nr. 17                                   |
| Žatec, Dvořákova 18 (Standort)                                                               | Dvořákova Nr. 18                                                                                      | Stadthaus | 42993/5-1606 Info Katalog | Dvořákova Nr. 18                                   |
| Žatec, Dvořákova 27 (Standort)                                                               | Stadttheater Žatec                                                                                    | Stadttheater (1849), errichtet nach einem Entwurf der Bezirksbauverwaltung vom Baumeister Anton Grimm (1811–1868), mit einem Vorhang des Malers Oskar Brázda (1948). | 42889/5-1607 Info Katalog | weitere Bilder                                     |
| Žatec, Dvořákova 31 (Standort)                                                               | Dvořákova Nr. 31                                                                                      | Stadthaus, direkt an der Stadtmauer | 43615/5-1546 Info Katalog | Dvořákova Nr. 31                                   |
| Žatec, Dvořákova 32 (Standort)                                                               | Dvořákova Nr. 32                                                                                      | Stadthaus, direkt an der Stadtmauer | 42902/5-1547 Info Katalog | Dvořákova Nr. 32                                   |
| Žatec, Dvořákova 33 (Standort)                                                               | Dvořákova Nr. 33                                                                                      | Stadthaus, direkt an der Stadtmauer | 43128/5-1548 Info Katalog | Dvořákova Nr. 33                                   |
| Žatec, Dvořákova 34 (Standort)                                                               | Keller vom Haus Dvořákova Nr. 34                                                                      | Stadthaus, nur die Keller des abgerissenen Hauses Nr. 34 sind geschützt. | 43337/5-1549 Info Katalog | Keller vom Haus Dvořákova Nr. 34                   |
| Žatec, Dvořákova 35 (Standort)                                                               | Dvořákova Nr. 35                                                                                      | Stadthaus | 42387/5-1608 Info Katalog | Dvořákova Nr. 35                                   |
| Žatec, Dvořákova 36 (Standort)                                                               | Dvořákova Nr. 36                                                                                      | Stadthaus | 42848/5-1609 Info Katalog | Dvořákova Nr. 36                                   |
| Žatec, Dvořákova 37 (Standort)                                                               | Dvořákova Nr. 37                                                                                      | Stadthaus | 43114/5-1550 Info Katalog | Dvořákova Nr. 37                                   |
| Žatec, Dvořákova 39 (Standort)                                                               | Dvořákova Nr. 39                                                                                      | Stadthaus | 42823/5-1610 Info Katalog | Dvořákova Nr. 39                                   |
| Žatec, Dvořákova 40 (Standort)                                                               | Dvořákova Nr. 40                                                                                      | Stadthaus | 43322/5-1551 Info Katalog | Dvořákova Nr. 40                                   |
| Žatec, Dvořákova 41 (Standort)                                                               | Dvořákova Nr. 41                                                                                      | Stadthaus | 42313/5-1552 Info Katalog | Dvořákova Nr. 41                                   |
| Žatec, náměstí Svobody (Standort)                                                            | Dreifaltigkeitssäule (Sloup se sousoším Nejsvětější Trojice)                                          | Dreifaltigkeitssäule, errichtet 1707–1713 von Franz Tollinger (1656–1719), gestiftet vom Saazer Apotheker Johann Clemens Calderar, 1735 von Johann Karl Vetter (um 1680–1742) ergänzt mit folgenden Heiligen: hl. Johannes Nepomuk, hl. Karel Borromäus, hl. Prokop, hl. Antonius von Padua, hl. Josef, hl. Wenzel, hl. Sigismund und hl. Florian (1735). | 43539/5-1600 Info Katalog | weitere Bilder                                     |
| Žatec, náměstí Svobody 1, Hošťálkovo náměstí (Standort)                                      | Rathaus                                                                                               | Rathaus, markantes Einzelgebäude von 1362, bildet den historischen Kern der Stadt. Das Gebäude hat gotische Fundamente und wurde 1559 im Renaissancestil umfassend umgebaut, der Turm ist aus dem 18. Jahrhundert. | 42328/5-1541 Info Katalog | weitere Bilder                                     |
| Žatec, náměstí Svobody 9, třída Obránců míru (Standort)                                      | Náměstí Svobody Nr. 9                                                                                 | Stadthaus | 42434/5-1545 Info Katalog | Náměstí Svobody Nr. 9                              |
| Žatec, náměstí Svobody 10, Dvořákova (Standort)                                              | Náměstí Svobody Nr. 10                                                                                | Stadthaus | 43554/5-1601 Info Katalog | Náměstí Svobody Nr. 10                             |
| Žatec, náměstí Svobody 42 (Standort)                                                         | Náměstí Svobody Nr. 42                                                                                | Stadthaus, früher Cafe Ludwig Loos | 43526/5-1553 Info Katalog | Náměstí Svobody Nr. 42                             |
| Žatec, náměstí Svobody 43, 2993 (Standort)                                                   | Náměstí Svobody Nr. 43 a 2993                                                                         | Stadthaus mit Hoftrakt, direkt an der Stadtmauer | 43308/5-1554 Info Katalog | Náměstí Svobody Nr. 43 a 2993                      |
| Žatec, náměstí Svobody 46 (Standort)                                                         | Náměstí Svobody Nr. 46                                                                                | Stadthaus | 43272/5-1555 Info Katalog | Náměstí Svobody Nr. 46                             |
| Žatec, náměstí Svobody 47 (Standort)                                                         | Náměstí Svobody Nr. 47                                                                                | Stadthaus | 43711/5-1556 Info Katalog | Náměstí Svobody Nr. 47                             |
| Žatec, náměstí Svobody 48, Branka (Standort)                                                 | Náměstí Svobody Nr. 48                                                                                | Stadthaus, einschl. Hoftrakt, ehem. Hostalek-Haus mit Eckerker | 42509/5-1557 Info Katalog | Náměstí Svobody Nr. 48                             |
| Žatec, náměstí Svobody 52, Branka (Standort)                                                 | Náměstí Svobody Nr. 52                                                                                | Stadthaus, einschl. Hoftrakt. | 43695/5-1559 Info Katalog | Náměstí Svobody Nr. 52                             |
| Žatec, náměstí Svobody 53 (Standort)                                                         | Náměstí Svobody Nr. 53                                                                                | Stadthaus | 43328/5-1611 Info Katalog | Náměstí Svobody Nr. 53                             |
| Žatec, náměstí Svobody 54 (Standort)                                                         | Náměstí Svobody Nr. 54                                                                                | Stadthaus, einschl. Hoftrakt. | 42691/5-1560 Info Katalog | Náměstí Svobody Nr. 54                             |
| Žatec, náměstí Svobody 55 (Standort)                                                         | Náměstí Svobody Nr. 55                                                                                | Stadthaus | 42709/5-1561 Info Katalog | Náměstí Svobody Nr. 55                             |
| Žatec, náměstí Svobody 56 (Standort)                                                         | Náměstí Svobody Nr. 56                                                                                | Stadthaus, einschl. Hoftrakt. | 43607/5-1562 Info Katalog | Náměstí Svobody Nr. 56                             |
| Žatec, náměstí Svobody 57, 231 (Standort)                                                    | Stadthaus Náměstí Svobody 57 und 231                                                                  | Stadthaus Nr. 57, einschl. Hoftrakt Nr. 231 | 42391/5-1563 Info Katalog | Stadthaus Náměstí Svobody 57 und 231               |
| Žatec, náměstí Svobody 58 (Standort)                                                         | Náměstí Svobody Nr. 58                                                                                | Stadthaus | 42322/5-1612 Info Katalog | Náměstí Svobody Nr. 58                             |
| Žatec, náměstí Svobody 59 und 1884 (Standort)                                                | Hotel Družba                                                                                          | Stadthaus Nr. 59 – ehem. Hotel „Hanslik“, später Hotel „Družba“, einschl. Hoftrakt Nr. 1884 | 43530/5-1613 Info Katalog | Hotel Družba                                       |
| Žatec, náměstí Svobody 60 (Standort)                                                         | Náměstí Svobody Nr. 60                                                                                | Stadthaus | 42613/5-1564 Info Katalog | Náměstí Svobody Nr. 60                             |
| Žatec, náměstí Svobody 119, Dlouhá (Standort)                                                | Náměstí Svobody Nr. 119                                                                               | Stadthaus | 43612/5-1635 Info Katalog | Náměstí Svobody Nr. 119                            |
| Žatec, náměstí Svobody 142 (Standort)                                                        | Náměstí Svobody Nr. 142                                                                               | Stadthaus | 42985/5-1643 Info Katalog | Náměstí Svobody Nr. 142                            |
| Žatec, náměstí Svobody 144, 123 (Standort)                                                   | Stadthaus Náměstí Svobody Nr. 144 und 123                                                             | Stadthaus Nr. 144 a, einschl. Hoftrakt Nr. 123 | 42935/5-1644 Info Katalog | Stadthaus Náměstí Svobody Nr. 144 und 123          |
| Žatec, náměstí Svobody 149 (Standort)                                                        | Náměstí Svobody Nr. 149                                                                               | Stadthaus | 42987/5-1583 Info Katalog | Náměstí Svobody Nr. 149                            |
| Žatec, náměstí Svobody 150, 151, Jiráskova (Standort)                                        | Náměstí Svobody Nr. 150, 151                                                                          | Stadthäuser, ehem. Sparkassa | 42953/5-1584 Info Katalog | Náměstí Svobody Nr. 150, 151                       |
| Žatec, náměstí Svobody 156 (Standort)                                                        | Náměstí Svobody Nr. 156                                                                               | Stadthaus | 43547/5-1590 Info Katalog | Náměstí Svobody Nr. 156                            |
| Žatec, náměstí Svobody 157 (Standort)                                                        | Náměstí Svobody Nr. 157                                                                               | Stadthaus | 42593/5-1591 Info Katalog | Náměstí Svobody Nr. 157                            |
| Žatec, náměstí Svobody 160 (Standort)                                                        | Náměstí Svobody Nr. 160                                                                               | Stadthaus mit Hofflügel | 43721/5-1592 Info Katalog | Náměstí Svobody Nr. 160                            |
| Žatec, náměstí Svobody 161 (Standort)                                                        | Náměstí Svobody Nr. 161                                                                               | Stadthaus | 43691/5-1593 Info Katalog | Náměstí Svobody Nr. 161                            |
| Žatec, náměstí Svobody 162 (Standort)                                                        | Náměstí Svobody Nr. 162                                                                               | Stadthaus | 42685/5-1594 Info Katalog | Náměstí Svobody Nr. 162                            |
| Žatec, Poděbradova 163, náměstí Svobody (Standort)                                           | Poděbradova Nr. 163                                                                                   | Stadthaus | 42963/5-1595 Info Katalog | Poděbradova Nr. 163                                |
| Žatec, Branka 49 (Standort)                                                                  | Branka Nr. 49                                                                                         | Stadthaus | 43681/5-1558 Info Katalog | Branka Nr. 49                                      |
| Žatec, Branka 50, nad Nákladní ulicí (Standort)                                              | Brankator Nr. 50                                                                                      | Stadthaus Nr. 50 mit Stadttor: Brankator oder Liebotschaner Tor (1463, seit 1843 als Wohnhaus genutzt, das gelbe Haus rechts) | 104463 Info Katalog       | Brankator Nr. 50                                   |
| Žatec, Hošťálkovo náměstí, Žižkovo náměstí (Standort)                                        | Dekanatskirche Mariä Himmelfahrt (Kostel Nanebevzetí Panny Marie)                                     | Dekanatskirche und Stadtpfarrkirche Mariä Himmelfahrt (Umbau 1741) mit der Seitenkapelle des hl. Johannes von Nepomuk (1728) und Glockenturm (1773) sowie mit zahlreichen Statuen und den Treppenstufen an der Westfassade. | 43208/5-1542 Info Katalog | weitere Bilder                                     |
| Žatec, Hošťálkovo náměstí, Žižkovo náměstí (Standort)                                        | Statue der hl. Maria Magdalena                                                                        | Statue der hl. Maria Magdalena vor der Dekanatskirche Mariä Himmelfahrt | 43208/5-1542 Info Katalog | weitere Bilder                                     |
| Žatec, Hošťálkovo náměstí, Žižkovo náměstí (Standort)                                        | Statue des hl. Johannes von Nepomuk                                                                   | Statue des hl. Johannes von Nepomuk vor der Dekanatskirche Mariä Himmelfahrt | 43208/5-1542 Info Katalog | weitere Bilder                                     |
| Žatec, Hošťálkovo náměstí, Žižkovo náměstí (Standort)                                        | Statue des hl. Petrus                                                                                 | Statue des hl. Petrus vor der Dekanatskirche Mariä Himmelfahrt | 43208/5-1542 Info Katalog | weitere Bilder                                     |
| Žatec, Hošťálkovo náměstí, Žižkovo náměstí (Standort)                                        | Statue des hl. Paulus                                                                                 | Statue des hl. Paulus vor der Dekanatskirche Mariä Himmelfahrt | 43208/5-1542 Info Katalog | weitere Bilder                                     |
| Žatec, Hošťálkovo náměstí, Žižkovo náměstí (Standort)                                        | Statue des hl. Norbert                                                                                | Statue des hl. Norbert vor der Dekanatskirche Mariä Himmelfahrt | 43208/5-1542 Info Katalog | weitere Bilder                                     |
| Žatec, Hošťálkovo náměstí, Žižkovo náměstí (Standort)                                        | Statue der hl. Immaculata                                                                             | Statue der hl. Immaculata vor der Dekanatskirche Mariä Himmelfahrt | 43208/5-1542 Info Katalog | weitere Bilder                                     |
| Žatec, Hošťálkovo náměstí, Žižkovo náměstí (Standort)                                        | Statue des hl. Judas Thaddäus                                                                         | Statue des hl. Judas Thaddäus vor der Dekanatskirche Mariä Himmelfahrt | 43208/5-1542 Info Katalog | weitere Bilder                                     |
| Žatec, Hošťálkovo náměstí, Žižkovo náměstí (Standort)                                        | Statue des hl. Franz von Assisi                                                                       | Statue des hl. Franz von Assisi vor der Dekanatskirche Mariä Himmelfahrt | 43208/5-1542 Info Katalog | weitere Bilder                                     |
| Žatec, Hošťálkovo náměstí, Žižkovo náměstí (Standort)                                        | Statue des hl. Wenzel                                                                                 | Statue des hl. Wenzel vor der Dekanatskirche Mariä Himmelfahrt | 43208/5-1542 Info Katalog | weitere Bilder                                     |
| Žatec, Hošťálkovo náměstí, Žižkovo náměstí (Standort)                                        | Statue der hl. Afra                                                                                   | Statue der hl. Afra vor der Dekanatskirche Mariä Himmelfahrt | 43208/5-1542 Info Katalog | weitere Bilder                                     |
| Žatec, u kostela Nanebevzetí Panny Marie (Standort)                                          | Pestsäule (Morový sloup)                                                                              | Pestsäule, barocke Säule mit Kruzifix von 1721. Die Säule stammt aus dem Dorf Přezletice (Prösteritz), Okres Chomutov. Sie hat ein korinthisches Kapitell mit Putten. Der Sockel ist mit Reliefs von Heiligen (St. Sebastian, St. Fabian und St. Rosalie) und einer Inschrift verziert. | 42658/5-783 Info Katalog  | Pestsäule (Morový sloup)                           |
| Žatec, Hošťálkovo náměstí 61 (Standort)                                                      | Hošťálkovo náměstí Nr. 61                                                                             | Stadthaus, einschl. Hoftrakt. | 43728/5-1614 Info Katalog | Hošťálkovo náměstí Nr. 61                          |
| Žatec, Hošťálkovo náměstí 62, 1881 (Standort)                                                | Hošťálkovo náměstí Nr. 62 und 1881                                                                    | Stadthaus Nr. 62, einschl. Hoftrakt Nr. 1881 | 42790/5-1615 Info Katalog | Hošťálkovo náměstí Nr. 62 und 1881                 |
| Žatec, Hošťálkovo náměstí 63 (Standort)                                                      | Hošťálkovo náměstí Nr. 63                                                                             | Stadthaus | 42745/5-1616 Info Katalog | Hošťálkovo náměstí Nr. 63                          |
| Žatec, Hošťálkovo náměstí 64, 1880 (Standort)                                                | Hošťálkovo náměstí Nr. 64 und 1880                                                                    | Stadthaus Nr. 64, einschl. Hoftrakt Nr. 1880 | 42580/5-1565 Info Katalog | Hošťálkovo náměstí Nr. 64 und 1880                 |
| Žatec, Hošťálkovo náměstí 65 (Standort)                                                      | Hošťálkovo náměstí Nr. 65                                                                             | Stadthaus | 43019/5-1617 Info Katalog | Hošťálkovo náměstí Nr. 65                          |
| Žatec, Hošťálkovo náměstí 66 (Standort)                                                      | Hošťálkovo náměstí Nr. 66                                                                             | Stadthaus | 43435/5-1618 Info Katalog | Hošťálkovo náměstí Nr. 66                          |
| Žatec, Hošťálkovo náměstí 67 (Standort)                                                      | Hošťálkovo náměstí Nr. 67                                                                             | Stadthaus, einschl. Hoftrakt. | 42798/5-1566 Info Katalog | Hošťálkovo náměstí Nr. 67                          |
| Žatec, Hošťálkovo náměstí 68 (Standort)                                                      | Hošťálkovo náměstí Nr. 68                                                                             | Stadthaus | 42460/5-1619 Info Katalog | Hošťálkovo náměstí Nr. 68                          |
| Žatec, Hošťálkovo náměstí 69 (Standort)                                                      | Hošťálkovo náměstí Nr. 69                                                                             | Stadthaus | 43066/5-1567 Info Katalog | Hošťálkovo náměstí Nr. 69                          |
| Žatec, Hošťálkovo náměstí 70 (Standort)                                                      | Hošťálkovo náměstí Nr. 70                                                                             | Stadthaus, direkt an der Stadtmauer. | 42927/5-1620 Info Katalog | Hošťálkovo náměstí Nr. 70                          |
| Žatec, Hošťálkovo náměstí 71, Ecke Žižkovy ulice, in der Nähe vom Žižkova náměstí (Standort) | Stadthaus Hošťálkovo náměstí Nr. 71                                                                   | Stadthaus, Gasthaus Na Růžku | 42892/5-1621 Info Katalog | Stadthaus Hošťálkovo náměstí Nr. 71                |
| Žatec, Hošťálkovo náměstí 133 (Standort)                                                     | Pfarrhaus                                                                                             | Pfarrhaus (Dekanat) mit Statue des hl. Johannes von Nepomuk in einer Nische | 43031/5-1579 Info Katalog | Pfarrhaus                                          |
| Žatec, Hošťálkovo náměstí 134 (Standort)                                                     | Hošťálkovo náměstí Nr. 134                                                                            | Stadthaus | 42497/5-1580 Info Katalog | Hošťálkovo náměstí Nr. 134                         |
| Žatec, Hošťálkovo náměstí 135 (Standort)                                                     | Hošťálkovo náměstí Nr. 135                                                                            | Stadthaus | 43716/5-1581 Info Katalog | Hošťálkovo náměstí Nr. 135                         |
| Žatec, Hošťálkovo náměstí 136 (Standort)                                                     | Hošťálkovo náměstí Nr. 136                                                                            | Stadthaus | 42768/5-1582 Info Katalog | Hošťálkovo náměstí Nr. 136                         |
| Žatec, Hošťálkovo náměstí 137 (Standort)                                                     | Hošťálkovo náměstí Nr. 137                                                                            | Stadthaus | 42562/5-1640 Info Katalog | Hošťálkovo náměstí Nr. 137                         |
| Žatec, Hošťálkovo náměstí 138 (Standort)                                                     | Hošťálkovo náměstí Nr. 138                                                                            | Stadthaus | 43275/5-1641 Info Katalog | Hošťálkovo náměstí Nr. 138                         |
| Žatec, Hošťálkovo náměstí 139 (Standort)                                                     | Hošťálkovo náměstí Nr. 139                                                                            | Stadthaus, mit Stufengiebel, früher Gasthaus „Zum Goldenen Lamm“ der Genossenschaftsbrauerei | 42494/5-1642 Info Katalog | Hošťálkovo náměstí Nr. 139                         |
| Žatec, Žižkova 74 (Standort)                                                                 | Žižkova Nr. 74                                                                                        | Stadthaus | 42295/5-1568 Info Katalog | Žižkova Nr. 74                                     |
| Žatec, Žižkova (Standort)                                                                    | Wenzelstatue (Socha svatého Václava)                                                                  | Wenzelstatue | 42579/5-1524 Info Katalog | Wenzelstatue (Socha svatého Václava)               |
| Žatec, Žižkovo náměstí, an der Westseite des Areals Nr. 81 (Standort)                        | Wasserturm (Vodárenská věž)                                                                           | Gotischer Wasserturm des ehemaligen Schlosses, gehört heute zur Brauerei | 43070/5-1539 Info Katalog | weitere Bilder                                     |
| Žatec, Žižkovo náměstí 75, nároží Žižkovy ulice (Standort)                                   | Žižkovo náměstí Nr. 75                                                                                | Stadthaus. Alte Post oder Hostalek-Haus, benannt nach Georg Hostalek von Javorice († 1543), Senator und Besitzer der Ratsapotheke, später bis 1870 Apotheke „Zum goldenen Pelikan“ der Fam. Pellas (vormals J. C. Calderar), ab 1872 als Post genutzt. | 43516/5-1569 Info Katalog | Žižkovo náměstí Nr. 75                             |
| Žatec, Žižkovo náměstí 86 (Standort)                                                         | Žižkovo náměstí Nr. 86                                                                                | Stadthaus | 42416/5-1623 Info Katalog | Žižkovo náměstí Nr. 86                             |
| Žatec, Žižkovo náměstí 87 (Standort)                                                         | Žižkovo náměstí Nr. 87                                                                                | Stadthaus, einschl. Hoftrakt. | 42849/5-1624 Info Katalog | Žižkovo náměstí Nr. 87                             |
| Žatec, Žižkovo náměstí 88 (Standort)                                                         | Žižkovo náměstí Nr. 88                                                                                | Stadthaus Nr. 88, einschl. Hoftrakt, Einfriedung und Tor | 43535/5-1625 Info Katalog | Žižkovo náměstí Nr. 88                             |
| Žatec, Josefa Hory 84 (Standort)                                                             | Josefa Hory Nr. 84                                                                                    | Stadthaus | 43394/5-1622 Info Katalog | Josefa Hory Nr. 84                                 |
| Žatec, Josefa Hory 85, Žižkovo náměstí (Standort)                                            | Josefa Hory Nr. 85                                                                                    | Stadthaus | 42749/5-1570 Info Katalog | Josefa Hory Nr. 85                                 |
| Žatec, Josefa Hory 92 (Standort)                                                             | Josefa Hory Nr. 92                                                                                    | Urspr. ein gotisches Eckhaus mit einer Neorenaissance-Fassade aus dem Jahr 1885, ehem. Metzgerei, z. Z. ruinös. | 107115 Info Katalog       | Josefa Hory Nr. 92                                 |
| Žatec, Josefa Hory 93, an der Ecke zum Žižkovo náměstí (Standort)                            | Josefa Hory Nr. 93                                                                                    | Stadthaus, stark baufällig. | 42526/5-1626 Info Katalog | Josefa Hory Nr. 93                                 |
| Žatec, Josefa Hory 95 (Standort)                                                             | Josefa Hory Nr. 95                                                                                    | Stadthaus | 43769/5-1627 Info Katalog | Josefa Hory Nr. 95                                 |
| Žatec, Josefa Hory 97 (Standort)                                                             | Josefa Hory Nr. 97                                                                                    | Stadthaus | 42508/5-1628 Info Katalog | Josefa Hory Nr. 97                                 |
| Žatec, Josefa Hory 100 (Standort)                                                            | Josefa Hory Nr. 100                                                                                   | Stadthaus | 42720/5-1629 Info Katalog | Josefa Hory Nr. 100                                |
| Žatec, Josefa Hory 131 (Standort)                                                            | Josefa Hory Nr. 131                                                                                   | Stadthaus | 43083/5-1638 Info Katalog | Josefa Hory Nr. 131                                |
| Žatec, Hošťálkovo náměstí 132, Josefa Hory, Žižkovo náměstí (Standort)                       | Škola Hošťálkovo náměstí Nr. 132                                                                      | Stadthaus – Schule, weiterführende Berufsschule | 43525/5-1639 Info Katalog | Škola Hošťálkovo náměstí Nr. 132                   |
| Žatec, náměstí 5. května (Standort)                                                          | Florianssäule(Sloup svatého Floriána)                                                                 | Creator-mundi-Säule, meist als Florianssäule bezeichnet, von Johann Karl Vetter (1746) mit dem hl. Florian, hl. Laurentius und der Madonna | 43104/5-1599 Info Katalog | weitere Bilder                                     |
| Žatec, náměstí 5. května 102 (Standort)                                                      | Mederhaus Náměstí 5. května 102                                                                       | Stadthaus, wieder aufgebaut, sogenanntes Mederhaus (Spätgotik) | 42710/5-1571 Info Katalog | Mederhaus Náměstí 5. května 102                    |
| Žatec, náměstí 5. května 103 (Standort)                                                      | Náměstí 5. května Nr. 103                                                                             | Stadthaus | 42945/5-1630 Info Katalog | Náměstí 5. května Nr. 103                          |
| Žatec, náměstí 5. května 104 (Standort)                                                      | Náměstí 5. května Nr. 104                                                                             | Stadthaus | 43447/5-1631 Info Katalog | Náměstí 5. května Nr. 104                          |
| Žatec, náměstí 5. května 106 (Standort)                                                      | Náměstí 5. května Nr. 106                                                                             | Stadthaus | 42989/5-1572 Info Katalog | Náměstí 5. května Nr. 106                          |
| Žatec, náměstí 5. května 107 (Standort)                                                      | Náměstí 5. května Nr. 107                                                                             | Stadthaus | 43196/5-1573 Info Katalog | Náměstí 5. května Nr. 107                          |
| Žatec, náměstí 5. května 108 (Standort)                                                      | Náměstí 5. května Nr. 108                                                                             | Stadthaus | 43166/5-1574 Info Katalog | Náměstí 5. května Nr. 108                          |
| Žatec, Hošťálkovo náměstí 126, náměstí 5. května 127 (Standort)                              | Hošťálkovo náměstí Nr. 126, náměstí 5. května 127                                                     | Stadthaus, altes Gymnasium von 1807–1903 | 42345/5-1576 Info Katalog | Hošťálkovo náměstí Nr. 126, náměstí 5. května 127  |
| Žatec, náměstí 5. května 128 (Standort)                                                      | Náměstí 5. května Nr. 128                                                                             | Stadthaus | 42797/5-1577 Info Katalog | Náměstí 5. května Nr. 128                          |
| Žatec, Dlouhá 109 (Standort)                                                                 | Dlouhá Nr. 109                                                                                        | Stadthaus | 43655/5-1632 Info Katalog | Dlouhá Nr. 109                                     |
| Žatec, Dlouhá 110 (Standort)                                                                 | Dlouhá Nr. 110                                                                                        | Stadthaus | 42393/5-1633 Info Katalog | Dlouhá Nr. 110                                     |
| Žatec, Dlouhá 118 (Standort)                                                                 | Dlouhá Nr. 118                                                                                        | Stadthaus | 42904/5-1634 Info Katalog | Dlouhá Nr. 118                                     |
| Žatec, Dlouhá 121 (Standort)                                                                 | Dlouhá Nr. 121                                                                                        | Stadthaus | 43130/5-1575 Info Katalog | Dlouhá Nr. 121                                     |
| Žatec, Dlouhá 124 (Standort)                                                                 | Dlouhá Nr. 124                                                                                        | Stadthaus | 42599/5-1636 Info Katalog | Dlouhá Nr. 124                                     |
| Žatec, Dlouhá 152, Jiráskova (Standort)                                                      | Dlouhá Nr. 152                                                                                        | Stadthaus | 43427/5-1586 Info Katalog | Dlouhá Nr. 152                                     |
| Žatec, Dlouhá 180 (Standort)                                                                 | Dlouhá Nr. 180                                                                                        | Stadthaus | 42908/5-1597 Info Katalog | Dlouhá Nr. 180                                     |
| Žatec, Dlouhá 181, Jiráskova (Standort)                                                      | Dlouhá Nr. 181                                                                                        | Stadthaus | 42878/5-1598 Info Katalog | Dlouhá Nr. 181                                     |
| Žatec, Dlouhá 185 (Standort)                                                                 | Dlouhá Nr. 185                                                                                        | Stadthaus | 43597/5-1646 Info Katalog | Dlouhá Nr. 185                                     |
| Žatec, Dlouhá 189 (Standort)                                                                 | Dlouhá Nr. 189                                                                                        | Stadthaus | 42632/5-1647 Info Katalog | Dlouhá Nr. 189                                     |
| Žatec, Dlouhá 190, Oblouková (Standort)                                                      | Dlouhá Nr. 190                                                                                        | Stadthaus | 43142/5-1648 Info Katalog | Dlouhá Nr. 190                                     |
| Žatec, Dlouhá 200, Chelčického náměstí (Standort)                                            | Dlouhá Nr. 200                                                                                        | Stadthaus | 42537/5-1653 Info Katalog | Dlouhá Nr. 200                                     |
| Žatec, Dlouhá 2407 (Standort)                                                                | Synagoge Žatec                                                                                        | Ehemalige Saazer Synagoge, Architekt: Johann Staniek, erbaut 1871/72, teilzerstört 1938. | 47724/5-4953 Info Katalog | weitere Bilder                                     |
| Žatec, Jiráskova 153 (Standort)                                                              | Jiráskova Nr. 153                                                                                     | Stadthaus | 42652/5-1587 Info Katalog | Jiráskova Nr. 153                                  |
| Žatec, Jiráskova 154 (Standort)                                                              | Jiráskova Nr. 154                                                                                     | Stadthaus | 42866/5-1588 Info Katalog | Jiráskova Nr. 154                                  |
| Žatec, Jiráskova 155, náměstí Svobody (Standort)                                             | Jiráskova Nr. 155                                                                                     | Stadthaus | 43353/5-1589 Info Katalog | Jiráskova Nr. 155                                  |
| Žatec, Chelčického náměstí 182, Dlouhá (Standort)                                            | Chelčického náměstí Nr. 182                                                                           | Stadthaus | 43393/5-1645 Info Katalog | Chelčického náměstí Nr. 182                        |
| Žatec, Chelčického náměstí 195, Oblouková (Standort)                                         | Chelčického náměstí Nr. 195                                                                           | Stadthaus | 43295/5-1651 Info Katalog | Chelčického náměstí Nr. 195                        |
| Žatec, Chelčického náměstí 199, střed náměstí (Standort)                                     | Chelčického náměstí Nr. 199                                                                           | Stadthaus im ehem. Vorort Žitnik | 43499/5-1652 Info Katalog | Chelčického náměstí Nr. 199                        |
| Žatec, Chelčického náměstí 202, Nádražní schody (Standort)                                   | Chelčického náměstí Nr. 202                                                                           | Stadthaus | 43482/5-1654 Info Katalog | Chelčického náměstí Nr. 202                        |
| Žatec, Chelčického náměstí 203 (Standort)                                                    | Chelčického náměstí Nr. 203                                                                           | Stadthaus | 42468/5-1655 Info Katalog | Chelčického náměstí Nr. 203                        |
| Žatec, Chelčického náměstí 204 (Standort)                                                    | Chelčického náměstí Nr. 204                                                                           | Stadthaus | 42991/5-1656 Info Katalog | Chelčického náměstí Nr. 204                        |
| Žatec, Chelčického náměstí 205 (Standort)                                                    | Chelčického náměstí Nr. 205                                                                           | Stadthaus | 43406/5-1657 Info Katalog | Chelčického náměstí Nr. 205                        |
| Žatec, Chelčického náměstí 206, 1856 (Standort)                                              | Chelčického náměstí Nr. 206 und 1856                                                                  | Stadthaus Nr. 206, einschl. Hoftrakt Nr. 1856 | 42433/5-1658 Info Katalog | Chelčického náměstí Nr. 206 und 1856               |
| Žatec, Chelčického náměstí 209 (Standort)                                                    | Chelčického náměstí Nr. 209                                                                           | Stadthaus | 42897/5-1659 Info Katalog | Chelčického náměstí Nr. 209                        |
| Žatec, Chelčického náměstí 211, Oblouková (Standort)                                         | Chelčického náměstí Nr. 211                                                                           | Stadthaus | 43770/5-1660 Info Katalog | Chelčického náměstí Nr. 211                        |
| Žatec, Oblouková 171, 172 (Standort)                                                         | Oblouková Nr. 171 a 172                                                                               | Stadthaus | 43809/5-4959 Info Katalog | Oblouková Nr. 171 a 172                            |
| Žatec, Oblouková 192 (Standort)                                                              | Oblouková Nr. 192                                                                                     | Stadthaus | 42339/5-1649 Info Katalog | Oblouková Nr. 192                                  |
| Žatec, Oblouková 193 (Standort)                                                              | Oblouková Nr. 193                                                                                     | Stadthaus | 42833/5-1650 Info Katalog | Oblouková Nr. 193                                  |
| Žatec, Oblouková 214 (Standort)                                                              | Oblouková Nr. 214                                                                                     | Stadthaus, einschl. Hoftrakt | 42635/5-1661 Info Katalog | Oblouková Nr. 214                                  |
| Žatec, Oblouková 216 (Standort)                                                              | Oblouková Nr. 216                                                                                     | Stadthaus | 42771/5-1662 Info Katalog | Oblouková Nr. 216                                  |
| Žatec, Oblouková 219 (Standort)                                                              | Oblouková Nr. 219                                                                                     | Stadthaus | 43278/5-1663 Info Katalog | Oblouková Nr. 219                                  |
| Žatec, Oblouková 220 (Standort)                                                              | Oblouková Nr. 220                                                                                     | Stadthaus | 42496/5-1664 Info Katalog | Oblouková Nr. 220                                  |
| Žatec, Oblouková 221 (Standort)                                                              | Oblouková Nr. 221                                                                                     | Stadthaus | 42767/5-1665 Info Katalog | Oblouková Nr. 221                                  |
| Žatec, Oblouková 222 (Standort)                                                              | Oblouková Nr. 222                                                                                     | Stadthaus | 43209/5-1666 Info Katalog | Oblouková Nr. 222                                  |
| Žatec, Oblouková 223 (Standort)                                                              | Oblouková Nr. 223                                                                                     | Stadthaus | 42449/5-1667 Info Katalog | Oblouková Nr. 223                                  |
| Žatec, Oblouková 227 (Standort)                                                              | Oblouková Nr. 227                                                                                     | Stadthaus | 43424/5-1669 Info Katalog | Oblouková Nr. 227                                  |
| Žatec, Nádražní schody, zahrada domu Červenka čp. 1198 (Standort)                            | Verkaufskiosk( Prodejní stánek)                                                                       | Verkaufskiosk Bahnhofsstiege | 10318/5-5547 Info Katalog | Verkaufskiosk( Prodejní stánek)                    |
| Žatec, U Plynárny 581, Pod Střelnicí (Standort)                                              | U Plynárny Nr. 581                                                                                    | Fachwerkhaus „Dlouhy-Haus“ (Vorstadthaus im Mühlviertel) | 43252/5-1530 Info Katalog | U Plynárny Nr. 581                                 |
| Žatec, Chomutovská 1042, 1043, 2880 (Standort)                                               | Brauerei Anton Dreher (Dreherův pivovar)                                                              | Export-Brauerei Anton Dreher (Genossenschaftsbrauerei): - Brauerei mit Heizraum, Maschinenraum und Schornstein Nr. 2880 und Kühlhaus - Villa, Verwaltungsgebäude Nr. 1042 - Mälzerei - Wirtschaftsgebäude Nr. 1043 und Zaun - Garten und Einfriedung | 105565 Info Katalog       | weitere Bilder                                     |
| Žatec, Svatováclavská (Standort)                                                             | Jan-Nepomuk-Säule (Socha svatého Jana Nepomuckého)                                                    | Jan-Nepomuk-Säule | 43528/5-1526 Info Katalog | Jan-Nepomuk-Säule (Socha svatého Jana Nepomuckého) |
| Žatec, Svatováclavská (Standort)                                                             | Wenzelskirche (Kostel svatého Václava)                                                                | Wenzelskirche im früheren Vorort Ostrov | 42316/5-1525 Info Katalog | weitere Bilder                                     |
| Žatec, Masarykova 356, Nákladní, st. 599 (Standort)                                          | Masarykova Nr. 356                                                                                    | Stadthaus, nur das Außenmauerwerk und das Hofgebäude ehemals Nr. 22. Alte Mälzerei (Sladovna), jetzt Galerie. | 42420/5-1533 Info Katalog | Masarykova Nr. 356                                 |
| Žatec, Chmelařské náměstí 1612 (Standort)                                                    | Hopfensignierstelle (Známkovna chmele)                                                                | Hopfenzentrale und sog. Hopfensignierstelle: Gebäude, Umfassungsmauer mit Tor und Pforte. | 103547 Info Katalog       | Hopfensignierstelle (Známkovna chmele)             |
| Žatec, Chmelařské náměstí 1580 (Standort)                                                    | Hopfendarre und Hopfenlager                                                                           | Hopfendarre und Hopfenlager, unterteilt in zwei Gebäude, das sogenannte „alte“ Lagerhaus von 1928 und sogenannte „neue“ Lagerhaus von 1937. | 106932 Info Katalog       | Hopfendarre und Hopfenlager                        |
| Žatec, Chmelařské náměstí 341, Zeyerova 2999 (Standort)                                      | Landwirtschaftlicher Hof                                                                              | Landwirtschaftlicher Hof „Zum Hopfenkranz“: Wohnhaus Nr. 341, Scheune Nr. 2999, Nebengebäude, Tor und Einfriedung. | 43822/5-5082 Info Katalog | Landwirtschaftlicher Hof                           |
| Žatec, Zeyerova 344 (Standort)                                                               | Kříž-Villa (Křížova vila)                                                                             | Kříž-Villa (Zuleger-Villa), mit Ausmalung und Deckengemälde (1898) von Josef Jakob Reiner (1863–1931), akademischer Maler aus Aussig. Benannt nach JUDr. Wilém (Wilhelm) Kříž (* 11. Juli 1880 in Pilsen; † 14. Juli 1947 in Žatec), Landesjustizrat und Vorsitzender am Bezirksgericht in Saaz, verheiratet mit Maria Theresia, geb. Zuleger (* 1869 Saaz; † 11. Dezember 1945 in Žatec). | 12759/5-5543 Info Katalog | Kříž-Villa (Křížova vila)                          |
| Žatec, Husova, Boženy Vikové Kunětické (Standort)                                            | Evangelische Kirche (Evangelický kostel)                                                              | Evangelische Kirche Saaz mit Einzäunung, errichtet 1897/98, Architekt: Josef Petrovsky (1846–1915) | 104351 Info Katalog       | weitere Bilder                                     |
| Žatec, Husova 678 (Standort)                                                                 | Regionalmuseum (Regionální muzeum K. A. Polánka)                                                      | Regionalmuseum Nr. 678 und Kapelle | 12760/5-5596 Info Katalog | Regionalmuseum (Regionální muzeum K. A. Polánka)   |
| Žatec (Standort)                                                                             | Schutzengel-Statue (Socha Anděla Strážce)                                                             | Schutzengel-Statue, Skulptur um 1735 aus der Werkstatt von J. K. Vetter, z.Z. eingelagert. | 100400 Info Katalog       | Schutzengel-Statue (Socha Anděla Strážce)          |
| Žatec, Volyňských Čechů 1012/287 (Standort)                                                  | Villa Volyňských Čechů Nr. 1012                                                                       | Villa | 12762/5-5544 Info Katalog | Villa Volyňských Čechů Nr. 1012                    |
| Žatec, Komenského alej 672, Volyňských Čechů, Jaroslava Vrchlického (Standort)               | Villa Komenského alej Nr. 672 (Lüdersdorfova vila)                                                    | Ehem. Villa Lüdersdorf, Architekt: Josef Petrovsky (1884), am Sommerkino. | 101892 Info Katalog       | Villa Komenského alej Nr. 672 (Lüdersdorfova vila) |
| Žatec, náměstí Prokopa Velkého 1110, Komenského alej 1110 (Standort)                         | Villa Náměstí Prokopa Velkého Nr. 1110                                                                | Villa – ehem. Villa Lehrl | 12764/5-5546 Info Katalog | Villa Náměstí Prokopa Velkého Nr. 1110             |
| Žatec, nám. Prokopa Velkého 305, Kovářská, nám. Prokopa Malého (Standort)                    | Hopfenmuseum Saaz                                                                                     | Gebäude mit dreieckigem Grundriss, das z. Z. als Hopfenmuseum genutzt wird, ehem. Hopfenlager- und Packhaus von Pfister & Wüstl mit technologischer Ausstattung sowie Hopfenlagerhaus von Heinrich Melzer mit Schornstein. | 106890 Info Katalog       | weitere Bilder                                     |
| Žatec, Studentská 1075, Jaroslava Vrchlického, Svatopluka Čecha (Standort)                   | Gymnasium Žatec                                                                                       | Gymnasium Saaz (1903), Architekt: Ernst Schäfer | 12763/5-5545 Info Katalog | weitere Bilder                                     |
| Žatec, Lva Tolstého 1150, Lidická (Standort)                                                 | Lva Tolstého Nr. 1150                                                                                 | Stadthaus | 12765/5-5548 Info Katalog | Lva Tolstého Nr. 1150                              |
| Žatec, Tyršova (Standort)                                                                    | Jakobskirche (Kostel svatého Jakuba)                                                                  | Ehem. Kirche Jakob der Ältere, jetzt orthodoxe Kirche. | 42793/5-1529 Info Katalog | weitere Bilder                                     |
| Žatec, Tyršova 828 (Standort)                                                                | Tyršova Nr. 828                                                                                       | Stadthaus Nr. 828, einschl. Hoftrakt, ehem. Hopfenhandelshaus Josef Bondy | 102695 Info Katalog       | Tyršova Nr. 828                                    |
| Žatec, Pražská 830 (Standort)                                                                | Villa Flora                                                                                           | Villa Flora | 12761/5-5552 Info Katalog | Villa Flora                                        |
| Žatec, Pražská, im Park am Friedhof (Standort)                                               | Malín-Denkmal (Pomník obětem z Českého Malína)                                                        | Denkmal für die Opfer von Český Malín (Wolhynien) | 43811/5-4990 Info Katalog | Malín-Denkmal (Pomník obětem z Českého Malína)     |
| Žatec, u hřbitova (Standort)                                                                 | Kapelle des hl. Antonius von Padua                                                                    | Neugotische Kapelle oder Kirche des hl. Antonius von Padua auf dem Stadtfriedhof, der in den 1860er Jahren angelegt wurde, die Kapelle (Kirche) wurde 1868–1872 erbaut. | 106733 Info Katalog       | weitere Bilder                                     |
| Žatec, Pražská, auf dem Friedhof (Standort)                                                  | Befreiungsdenkmal (Pomník Osvoboditelům)                                                              | Befreiungsdenkmal | 43627/5-4988 Info Katalog | Befreiungsdenkmal (Pomník Osvoboditelům)           |
| Žatec, Kovářská 1232, Smetanovo náměstí (Standort)                                           | Hopfentrockenkammer und Hopfenlager von Vinzenz Zuleger (Sušárna a sklad chmele Vinzenze Zulegera)    | Hopfentrockenkammer und Hopfenlager von Vinzenz Zuleger, dreistöckiges Backsteinhaus mit Mansarddach aus dem Jahr 1913, Architekt: Johann Salomon. Eckgrundstück mit dekorativen Gauben an den drei Hauptstirnseiten, Wohn- und Verwaltungsräume im Mittelteil, im linken und rechten Flügel das Lagerhaus. Die Familie Zuleger gehörte zu den bedeutendsten Hopfenhändlern in der Saazer Region, von Engelbert Zuleger (1813–1889) gegründet, 1858 nach Saaz verlegt, ab 1933 im Besitz der Firma Josef Rott & Co., wird es noch heute als Hopfenlager genutzt.                                                                                     | 106238 Info Katalog       | weitere Bilder                                     |
| Žatec, Kovářská 1257, Masarykova (Standort)                                                  | Villa, Hopfendarre und Hopfenlager von Gustav Epstein & Adolf Mendel                                  | Villa, Hopfendarre und Hopfenlager der Firma Gustav Epstein & Adolf Mendel, bestehend aus Wohn- und Wirtschaftsteil. An seiner nordöstlichen Seite befindet sich die Villa Nr. 1257 sowie ein Garten mit Pavillon, umgeben von einem Zaun mit Toren und Pforten. Auf dem östlichen Teil des Geländes steht das Hopfenlagergebäude Nr. 753. | 106846 Info Katalog       | weitere Bilder                                     |
| Žatec, třída Rooseveltova 699, 700, Dlouhá louka (Standort)                                  | Bahnhof Žatec                                                                                         | Bahnhofsgebäude Nr. 699. Der Bahnhof Saaz wurde in den Jahren 1871–1873 von Josef Chvála (1826–1872) nach typisierten Plänen für große Bahnhöfe errichtet. Im Jahr 1902 fügte Adolf Schrayer eine Treppe und einen Restaurant-Pavillon hinzu. Zweistöckiges Backsteingebäude auf rechteckigen Grundriss, der westliche Hauptteil des Gebäudes hat ein Satteldach, vor der südlichen Hauptfassade eine ovale Treppe mit einer Dachterrasse. Der östliche Teil des Gebäudes (ehemaliges Bahnhofsrestaurant) hat ein Walmdach. Der Lagerschuppen Nr. 700 besteht aus einem rechteckigen, teils gemauerten und teils verschalten Gebäude mit Satteldach. | 106592 Info Katalog       | weitere Bilder                                     |

### Bezděkov (Bezdiek)
| Lage                              | Objekt                          | Beschreibung | ÚSKP-Nr.                  | Bild           |
| --------------------------------- | ------------------------------- | ------------ | ------------------------- | -------------- |
| Bezděkov, am Dorfplatz (Standort) | Annenkapelle (Kaple svaté Anny) | Annenkapelle | 43507/5-1050 Info Katalog | weitere Bilder |

### Milčeves (Miltschowes)
| Lage                  | Objekt             | Beschreibung | ÚSKP-Nr.                  | Bild               |
| --------------------- | ------------------ | --- | ------------------------- | ------------------ |
| Milčeves (Standort)   | Jan-Nepomuk-Statue | Jan-Nepomuk-Statue (Torso) | 53907/5-1383 Info Katalog | Jan-Nepomuk-Statue |
| Milčeves 1 (Standort) | Schloss Milčeves   | Schloss Miltschowes mit folgenden Einzeldenkmalen: Schloss Nr. 1, Wohngebäude I. und II., Ställe, Scheune, Getreidespeicher, Umfassungsmauer sowie Garten mit Einfriedung. | 43640/5-1382 Info Katalog | weitere Bilder     |

### Radíčeves (Reitschowes)
| Lage                 | Objekt                                 | Beschreibung                                                              | ÚSKP-Nr.                  | Bild               |
| -------------------- | -------------------------------------- | ------------------------------------------------------------------------- | ------------------------- | ------------------ |
| Radíčeves (Standort) | Jan-Nepomuk-Statue                     | Jan-Nepomuk-Statue                                                        | 53910/5-1380 Info Katalog | Jan-Nepomuk-Statue |
| Radíčeves (Standort) | Wenzelskirche (Kostel svatého Václava) | Wenzelskirche: Kirche, Kapelle, Friedhof mit Leichenhalle und Einfriedung | 43172/5-1379 Info Katalog | weitere Bilder     |

### Trnovany (Trnowan)
| Lage                                | Objekt                       | Beschreibung | ÚSKP-Nr.                  | Bild               |
| ----------------------------------- | ---------------------------- | --- | ------------------------- | ------------------ |
| Trnovany, Bezděkov 47 (Standort)    | Eisenbahn-Haltepunkt Trnowan | Areal des Bahnhofs Trnovany u Žatec, bestehend aus einem Versandgebäude und einem südlich davon gelegenen Bahnsteig                                                                             | 107101 Info Katalog       | weitere Bilder     |
| Trnovany, am Haus Nr. 23 (Standort) | Jan-Nepomuk-Statue           | Jan-Nepomuk-Statue | 43676/5-1120 Info Katalog | Jan-Nepomuk-Statue |
| Trnovany 8 (Standort)               | Hopfendarre Trnowan Nr. 8    | Hopfendarre, zweistöckiges Gebäude mit Risalit auf rechteckigem Grundriss aus Mergelbruchstein in Kombination mit sichtbarem Mauerwerk erbaut. Die Fassade ist im neugotischen Stil konzipiert. | 106887 Info Katalog       | weitere Bilder     |